# Bodenbach (Steinbach)
Der Bodenbach ist ein rechter Zufluss zur Ostersee-Ach in Oberbayern, kurz vor deren Mündung in den Starnberger See.
Er entsteht in der Nähe des Strangenweihers, fließt in weitgehend nördlicher Richtung östlich an Iffeldorf vorbei und bildet im weiteren Verlauf mäandernd das zentrale Gewässer im Schechenfilz, der Teil des Naturschutzgebietes „Osterseen“ ist. Nur wenige hundert Meter vor der Mündung der Ostersee-Ach in den Starnberger See mündet der Bodenbach in einen namenlosen, zu den Osterseen gehörenden Weiher.